# 女管家 (电视剧)
《女管家》（英語：Jade），2017年中国时代剧，由张钧甯、刘欢、端木崇慧、郭冬鼕领衔主演，2015年11月開機，2016年1月殺青，于2017年6月3日在山东卫视、湖北卫视播出。

## 播出时间

### 首播
| 频道         | 所在地   | 播映日期       | 播出时间                 | 备注 |
| ------------ | -------- | -------------- | ------------------------ | ---- |
| 山东卫视     | 中国大陆 | 2017年6月3日   |                          |      |
| 湖北卫视     | 中国大陆 | 2017年6月3日   |                          |      |
| 年代MUCH台   | 臺灣     | 2021年12月21日 | 每週一至週五 20:00~21:00 |      |
| 壹電視綜合台 | 臺灣     | 2021年12月21日 | 每週一至週五 21:00~22:00 |      |

## 演员列表

### 主要演员
| 演员   | 角色           | 介绍 | 配音   |
| 张钧甯 | 東方靖琪吳小七 | 杜明江的親妹妹，幼时遭遇灭门惨案，心怀仇恨的她在长大成人后，化名进入杜府复仇，却发现当年的惨剧另有隐情，而她与杜府的关系也随着时间的推移越发紧密，一直深愛著杜明海。在经历一次次变故后，坚强勇敢的她渐渐担起了守护杜家的重任，最终在乱世中脱颖而出，成为一代传奇女管家。 | 李金艳 |
| 刘欢   | 杜明海         | 杜远山次子，杜家二少爺，生性顽劣，桀骜不驯，霸气凌人，却有情义有担当，一直深愛著東方靖琪。他历经种种磨难，从入狱，到被逐出门墙，到沉沦流落街头，直到遇到靖琪，让其猛醒上进，在乱世中的人生，因为靖琪而变得异彩纷呈                                                       | 王凯   |

### 杜家
| 演员   | 角色           | 介绍 | 配音   |
| 谢园   | 杜远山         | 杜明海的父親，杜明江的養父，杜府掌舵人，商场巨贾，外表温和却心思缜密，对靖琪进杜府的复仇动机早已知觉，以德报怨，用计令靖琪化干戈为玉帛，之后力排众议让靖琪坐上管家的宝座，成为方圆百里惟一一位名头响亮的女管家。                                                                                             | 宣晓鸣 |
| 谢君豪 | 王富贵         | 杜家前任大管家，处事果断，雷厉风行，是暨阳县所有大户人家管家队伍中首屈一指的管理人才。为痴呆儿子王聪明的下半生，拼命敛财，不惜犯险和杜明江大太太一伙联合偷放高利贷，最后却成替罪羔羊。 | 严明   |
| 榮蓉   | 何大蓮         | 杜明江的養母，杜明海的大娘。 | 馬程   |
| 劉韋伯 | 何家寶         | 何大蓮的姪子。 | 凌振赫 |
| 何佳怡 | 孫妙菡         | 杜明海&杜明溪的母親，杜明江的二娘。 | 李世榮 |
| 周铁   | 東方靖鳴杜明江 | 杜遠山的養子，杜家大少爺，其實是東方靖琪的親哥哥，原名為東方靖鳴。為人陰險狡詐，自卑亦自大，為了爭奪杜家產業一生都在絞盡腦汁排除障礙，見杜遠山決定由杜明海掌管杜家產業時頓起殺心，無所不用其極，毒害杜遠山、陷害靖琪，卻機關算盡失去了繼承財產的機會。在被趕出杜府後，為奪回財產走上充當日本漢奸的罪惡之路。 |        |
| 謝聞軒 | 杜明溪         | 杜明海的妹妹。 | 閻萌萌 |

### 马家
| 演员   | 角色     | 介绍 | 配音   |
| 白錦程 | 馬老太爺 | 马致远的爺爺，馬萬年的父親。 |        |
| 王全有 | 马万年   | 馬致遠的父親。 | 范哲琛 |
| 郭冬鼕 | 马致远   | 馬萬年的兒子，馬家少爷，富家公子，一根筋的民国警察，一直深愛著東方靖琪的痴情男，却因杜明海的存在，永远难走进东方靖琪的感情世界。 | 魏超   |

### 肖家
| 演员     | 角色   | 介绍 | 配音   |
| 张瑞涵   | 肖金水 | 肖若云的哥哥，濟陽縣警察局的局長，喜歡東方靖琪，為人陰險狡詐，為了娶到靖琪，以杜明海被放出來為條件來威脅靖琪嫁給他，雖然差一點就娶到靖琪了，但因為馬致遠的阻止，所以這件事情才結束，陷害馬萬年，為奪取馬家財產，害死了馬萬年，後惡行被馬致遠揭發，後死在馬致遠的手上。 |        |
| 端木崇慧 | 肖若云 | 肖金水之妹，刁蛮，骄纵，势利，一直深爱杜明海，为得到杜明海不择手段，却因为杜明海始终对她无意和冷漠而迁怒靖琪，被骗嫁杜明江后更是心理扭曲；被杜明江抛弃；最终依旧为所爱之人而死，因靖琪一向对她宽宏大量，且以德报怨地帮助，最后向靖琪忏悔。                             | 乔诗语 |

### 其他演员
| 演员   | 角色   | 介绍 | 配音 |
| 景岗山 | 吴啸天 | 東方靖琪的養父，把靖琪撫養長大，把它當親生女兒，在東方家族出事的時候，救出靖琪，將她改名為吳小七，帶她到濟陽縣是為了報仇，後因為被本來就身體虛弱，又被馬萬年的手下打傷，而重傷致死。 | 杨默 |
| 楊燕   | 斯雅貞 | 假冒斯家的女兒，與杜明海成親。 |      |
| 張智偉 | 陳守禮 | 惠民醫院的醫生。 |      |
| 李俊賢 | 秋田   | 日本人，周山口的舅舅。 |      |
| 黃昆   | 周山口 | 日本人，喜歡東方靖琪。 |      |
| 齊欣   | 倉橋   | 日本人，秋田的手下。 |      |

## 电视剧歌曲
| 曲序 | 曲目               |      | 作曲   | 演唱   |
| ---- | ------------------ | ---- | ------ | ------ |
| 1.   | 相伴（片头曲）     | 陈曦 | 董冬冬 | 许鹤缤 |
| 2.   | 岁月如歌（片尾曲） | 陈曦 | 董冬冬 | 许鹤缤 |
| 3.   | 等着我（插曲）     | 陈曦 | 董冬冬 | 杨彤   |

## 电视节目的变迁
| 中国大陆 山东卫视                        | 中国大陆 山东卫视                      | 中国大陆 山东卫视 |
| ---------------------------------------- | -------------------------------------- | ----------------- |
|                                          | 女管家 （2017年6月3日－2017年6月24日） |                   |
| 卧底归来 （2017年5月12日－2017年6月2日） | 漂洋过海来看你 （2017年6月25日－）     |                   |

| 中国大陆 湖北卫视 | 中国大陆 湖北卫视         | 中国大陆 湖北卫视 |
| ----------------- | ------------------------- | ----------------- |
|                   | 女管家 （2017年6月3日－） |                   |
| －                | －                        |                   |

| 臺灣 年代MUCH台 每週一～五 20:00~21:00 | 臺灣 年代MUCH台 每週一～五 20:00~21:00 | 臺灣 年代MUCH台 每週一～五 20:00~21:00 |
| -------------------------------------- | -------------------------------------- | -------------------------------------- |
|                                        | 女管家 （2021年12月21日－）            |                                        |
| —                                      | —                                      |                                        |